# ووروبیوفسکایا
ووروبیوفسکایا (به لاتین: Vorobyovskaya) یک منطقهٔ مسکونی در روسیه است که در استان آرخانگلسک واقع شده‌است.